# Mangrant
Mangrant är en turnerande show, vars konceptidén 2006 föddes hos producenten Johan Samuelsson. Daniel Ottosson från karatefylla på TV6 har regisserat och skrivit manus till denna show.
I Mangrants show avkläs mansmyten effektivt med fräckhet, humor och fartfyllda shownummer. Etablerade artister, från internationella scener, porträttera älskade manstyper och avskydda karslokar. En helkväll med kvinnligt fokus.

## Medverkande
- Conny Andersson-Bexell
- Johan Samuelsson
- Daniel Wiland
- Mathias Singh

## Produktionsgrupp
- Producent: Johan Samuelsson
- Producent: Maria Bruhn
- Regi/Manus: Daniel Ottosson
- Kostym: Margaretha Julle
- AD: Jake Rydqvist

## Turnéplan
- 2007 – Västkusten samt Gotland
- 2012 - Stockholm, Eskilstuna, Uppsala